# Farinelli
Pour les articles homonymes, voir Broschi (homonymie) et Farinelli (homonymie).
 (mai 2025).
Carlo Maria Michelangelo Nicola Broschi, surnommé Farinelli ou encore Farinello, est un castrat né à Andria (royaume de Naples), le 24 janvier 1705, de Salvatore Brosca et Caterina Barrese, et mort à Bologne (États pontificaux) le 16 septembre 1782.

## Biographie

### Jeunesse, formation et premier succès
Le jeune Carlo est issu d'une famille de la noblesse de robe locale. Son père, Salvatore, détient des charges administratives féodales ; c'est un passionné de musique qui décide de faire de ses deux fils des artistes ; l'aîné, Riccardo, comme compositeur, et le cadet, Carlo, comme chanteur.
Les premiers éléments d'instruction musicale sont dispensés à Carlo par son père et son frère Riccardo, plus âgé que Carlo de 7 ans.
Carlo est emmené à Naples vers 1714-1715, c'est vraisemblablement là qu'il subit la castration. Il est admis au prestigieux Conservatoire dei Poveri di Gesù Cristo et suit l'enseignement de Nicola Porpora, le maître absolu des grands castrats à Naples. Le maestro développe chez son élève une prodigieuse voix de soprano, qui néanmoins peut atteindre des graves de mezzo (Leonardo Vinci le fait descendre au do2, note sombre pour une voix blanche), et à l'inverse peut atteindre dans les vocalises le do5 (le contre-ut), ce qui confère à la voix de Farinelli l'ambitus exceptionnel de 3 octaves.
Pris sous la protection d'une riche famille de magistrats napolitains du nom de Farina, il adoptera le nom de scène de Farinelli en hommage à ses mécènes.
Le cursus d'études au Conservatoire dure 6 ans. Porpora insistait sur la précision de l'intonation, la capacité de varier le rythme, de maîtriser les variations et les embellissements improvisés.
L'enseignement est copieux et rigoureux :
- Le matin :

1. Une heure de passaggi d'exécution difficile
2. Une heure de littérature
3. Une heure d'exercices de chant devant le miroir pour apprendre les avantages de la parcimonie dans la gestuelle et les inconvénients d'une abondance de gestes et de mimiques à faire en scène

- L'après-midi :

1. Une demi-heure de théorie musicale
2. Une demi-heure de chant improvisé sur cantus firmus
3. Une heure de lecture de livrets que les élèves devront plus tard pratiquer
4. Enfin, exercices de respiration (ces exercices développaient la poitrine et les poumons des adolescents dans des proportions exceptionnelles, avec pour résultat d'obtenir une grande puissance sonore et une longueur de souffle disproportionnée par rapport aux standards actuels).

Précoce et virtuose, le jeune artiste débute en public à 15 ans, en 1720, lors d'une soirée donnée à Naples en l'honneur de l'impératrice d'Autriche. Il y chante dans la sérénade Angelica e Medoro de Porpora, en compagnie du soprano féminin star Marianna Bulgarelli dite La Romanina, du castrat soprano Domenico Gizzi, et du castrat contralto Francesco Vitale. Il obtient le plus vif succès. Il y fait la connaissance du librettiste Pietro Metastasio (en français, Métastase), de sept ans son aîné, dont c'est le premier texte représenté, et qui allait devenir l'un des plus grands librettistes de l'opera seria ainsi que le poète officiel de la cour de Vienne. Carlo et Pietro nouent une amitié qui durera jusqu'à la mort de Pietro survenue 5 mois seulement avant celle de Carlo.
Ce premier succès vaut au jeune castrat de nombreux engagements et une réputation qui se répand comme une traînée de poudre.

### Une carrière européenne

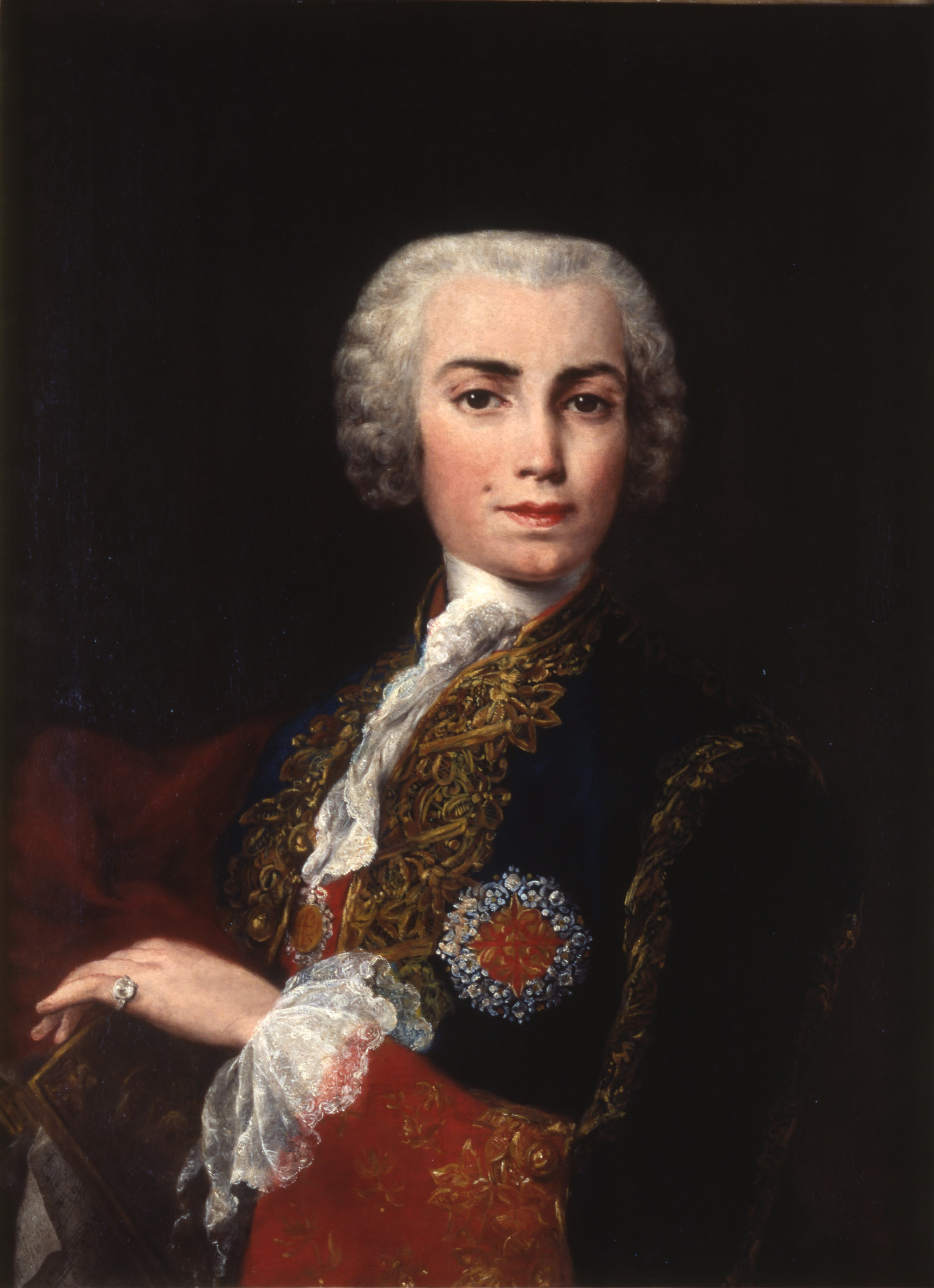
Farinelli portant l'ordre de Calatrava, par Jacopo Amigoni, vers 1750-52.

Carlo fait ses débuts à Rome pour le Carnaval de 1722 au Teatro Alibert, dans le dramma per musica Sofonisba du bolognais Luca Antonio Predieri (1688-1767), et Flavio Anicio Olibrio de Porpora dans le rôle féminin de Placidia, de nouveau en compagnie de Gizzi et Vitale. Il revient à Rome pour les Carnavals de 1723 et 1724 où il triomphe de nouveau au Teatro Alibert dans Adelaide de Porpora et Farnace de Leonardo Vinci, toujours avec Gizzi.
En 1722, il avait entamé au sein d'une compagnie dirigée par Porpora une tournée de représentations dans les principales villes italiennes et européennes qui devait se poursuivre quinze ans. Il chante à Vienne, Venise, Naples, Milan, Bologne, Parme, Turin, Munich. Il connaît triomphe sur triomphe, aux côtés des plus grands chanteurs de l'époque, Vittoria Tesi dite La Fiorentina, Francesca Cuzzoni dite La Parmigiana, Faustina Bordoni (épouse de Johann Adolf Hasse), le ténor vedette Angelo Amorevoli, les castrats soprano Nicolò Grimaldi dit Nicolino et contralto Francesco Bernardi dit Senesino.
Le public de l'époque adorait la virtuosité, qui pour les chanteurs consistait en l'exécution de variations arbitraires sur des passages d'œuvres chantées, dans lesquelles les difficultés techniques extrêmes prennent le pas sur la pure expression musicale. Il y avait donc de fréquents 'duels' entre musiciens. À Rome, Farinelli avait remporté dès 1722 l'un de ces duels avec un trompettiste virtuose allemand sur la tenue d'une note suraiguë. À Bologne en 1727, il affronte le castrat vedette Antonio Bernacchi, qui remporte le concours. C'est le point de départ d'une rivalité tout artificielle plus suscitée par le public que réelle, aucun antagonisme personnel n'opposant les deux chanteurs, Bernacchi étant l'aîné de Farinelli de 20 ans et dispensant force conseils et suggestions à son cadet.

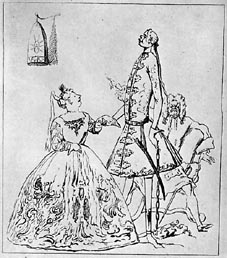
Caricature de Farinelli réalisé lors de son engagement à l'Opéra de la Noblesse

En 1734, Farinelli se rend à Londres et chante au théâtre de Lincoln's Inn Fields (Opera of the Nobility), que dirige Porpora et où triomphe Senesino comme chanteur principal. Sa première apparition se fait dans l'Artaserse de Hasse, avec insertion d'autres airs par d'autres compositeurs dont un de son frère Riccardo au 3e acte, "Son qual nave ch'agitata" : une exceptionnelle "messa di voce" ferme, soutenue jusqu'au bout et extraordinairement longue suscita dans le public un enthousiasme délirant. La puissance et le charme de sa voix dans cette œuvre furent tels qu'ils firent oublier à son rival Senesino, qui interprétait le rôle du tyran Artabano, qu'ils étaient sur scène, et Senesino se jeta au cou et embrassa Farinelli qui interprétait Arbace.
Le succès est immédiat, le prince de Galles et sa cour le couvrent d'éloges et d'honneurs. Sa vogue est immense, il perçoit dans les trois années de son séjour des cachets cumulés de plus de 5000 livres sterling, somme fabuleuse pour un chanteur. Ces années, qui marquent le faîte de sa gloire en tant qu'artiste de scène, furent également des années de rivalité acharnée entre les deux troupes d'opéra résidant à Londres, le King's Theatre dirigé par Haendel et l'Opera of the Nobility dirigé par Porpora, Farinelli triomphant non seulement de Senesino, mais aussi de l'autre chanteur de la troupe adverse, l'autre grand castrat soprano vedette de l'époque et son grand rival, Gaetano Caffarelli dit Caffarelli.

### Farinelli à la cour d'Espagne

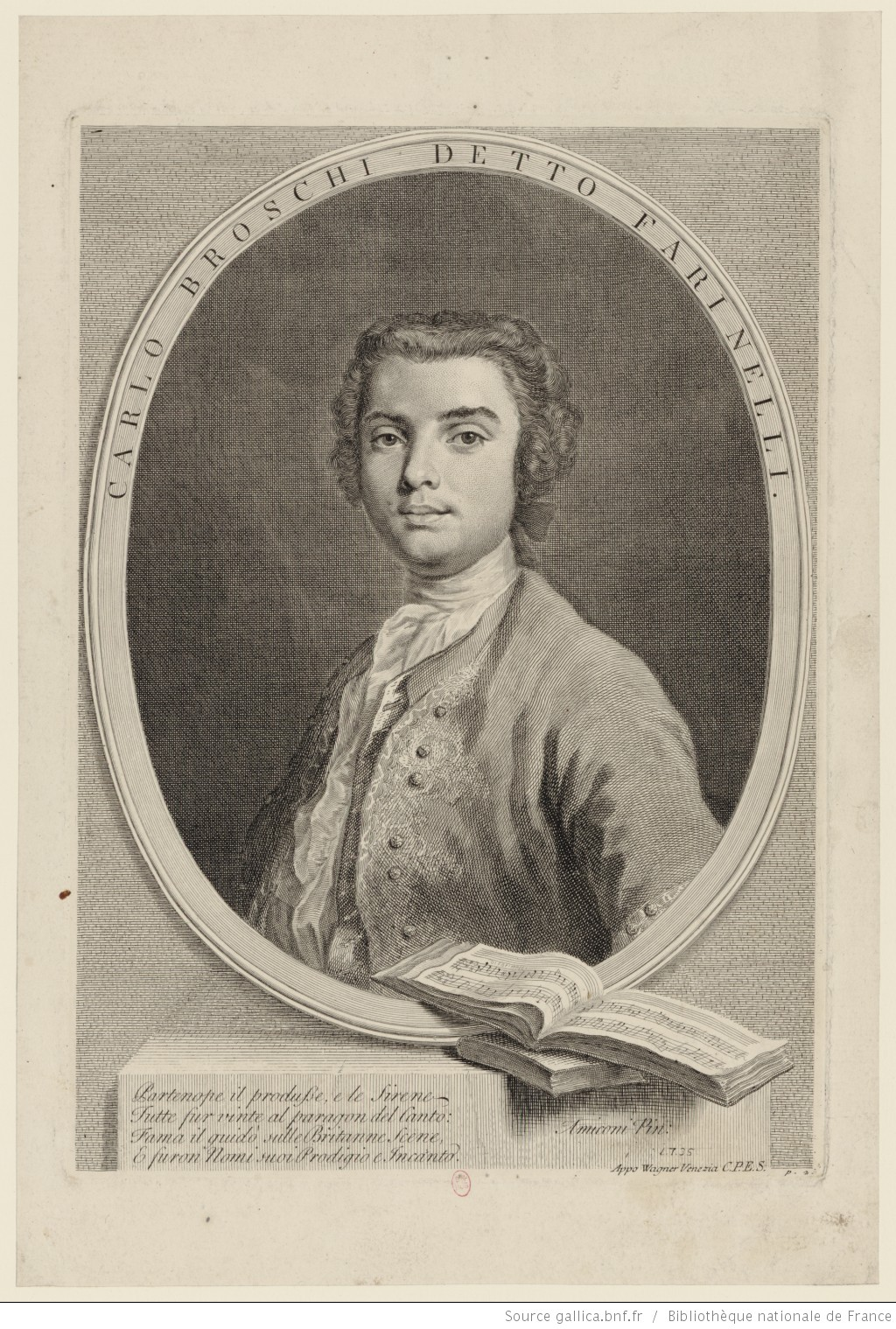
Farinelli en 1735

Las des chicanes entre les deux théâtres, Farinelli quitte Londres en mai 1737: il a accepté l'invitation de la reine Elisabeth Farnèse, épouse de Philippe V (roi d'Espagne), faite par l'intermédiaire du compositeur Giorgio Antoniotto.
Traversant la France, il s'arrête à Versailles, où il était déjà brièvement venu à l'été 1736, et chante avec grand succès devant Louis XV, pourtant peu amateur de musique en général et de musique italienne en particulier, mais qui pour l'occasion le couvre de richissimes cadeaux.
Il arrive à Madrid le 7 juillet, et est accueilli en grande pompe par les souverains. Dès le 30 août, Farinelli est nommé « familiar criado » (parent élevé) avec délivrance d'un brevet, avec un traitement de 2000 ducats, le logement, serviteurs en livrée de cour, carrosses avec chevaux de la cour, et privilège d'exemption de toute juridiction.
Le roi d'Espagne souffrait gravement de neurasthénie et de mélancolie. Il avait abandonné toute vie publique et vivait en reclus aux portes de la folie. La reine Elisabeth pria Farinelli de se produire devant son mari, dans l'espoir que sa voix prodigieuse parviendrait à le tirer de son abattement. L'épisode est resté célèbre, et a contribué à accroître un peu plus la légende entourant le chanteur. La voix de Farinelli fit un tel effet sur le roi qu'il ne voulut plus se séparer du chanteur. Il lui fit promettre de rester à la cour d'Espagne, avec pour seule requête de ne plus chanter en public.
Âgé de seulement 32 ans, Farinelli accepte de mettre un terme à sa carrière publique. Il restera plus de 20 ans à la cour d'Espagne, chantant au roi les quatre mêmes airs tous les soirs : deux extraits de l'Artaserse de Hasse, "Pallido il sole" et "E pur questo dolce amplesso" ; un "minuetto" que Farinelli variait toujours ; et un air peut-être de sa composition en imitation du chant du rossignol.
Le chanteur voit son importance croître à l'avènement de Ferdinand VI et de Barbara de Bragance. Ferdinand le fait en 1750 chevalier de l'Ordre de Calatrava, la plus haute dignité, jusque-là réservée aux gentilshommes ayant pu prouver la noblesse et l'ancienneté de leurs familles. Favori du monarque, Farinelli exerçait alors sur la cour, et même sur la politique, une grande influence, sans jamais se départir de sa modestie ou abuser de sa position privilégiée. On lui doit les premiers travaux d'assainissement des rives du Tage. Il a la charge de la chapelle royale, et la direction des théâtres royaux du Buen Retiro, d'Aranjuez et de Los Caños del Peral. Il assure la suprématie de l'opéra du drame musical italien, faisant traduire en castillan les livrets, faisant venir les chanteurs et instrumentistes italiens les plus éminents, faisant faire des mises en scène extraordinairement fastueuses et imaginatives, pleines d'inventions mécaniques de son cru ou dues au machiniste bolonais Giacomo Bonavera qu'il a fait venir à la cour. Il organise les spectacles de cour, la réception des hôtes étrangers de marque, etc. Il collabore avec son compatriote Domenico Scarlatti, lui aussi installé à la cour d'Espagne depuis 1733 et où il restera jusqu'à sa mort en 1757.

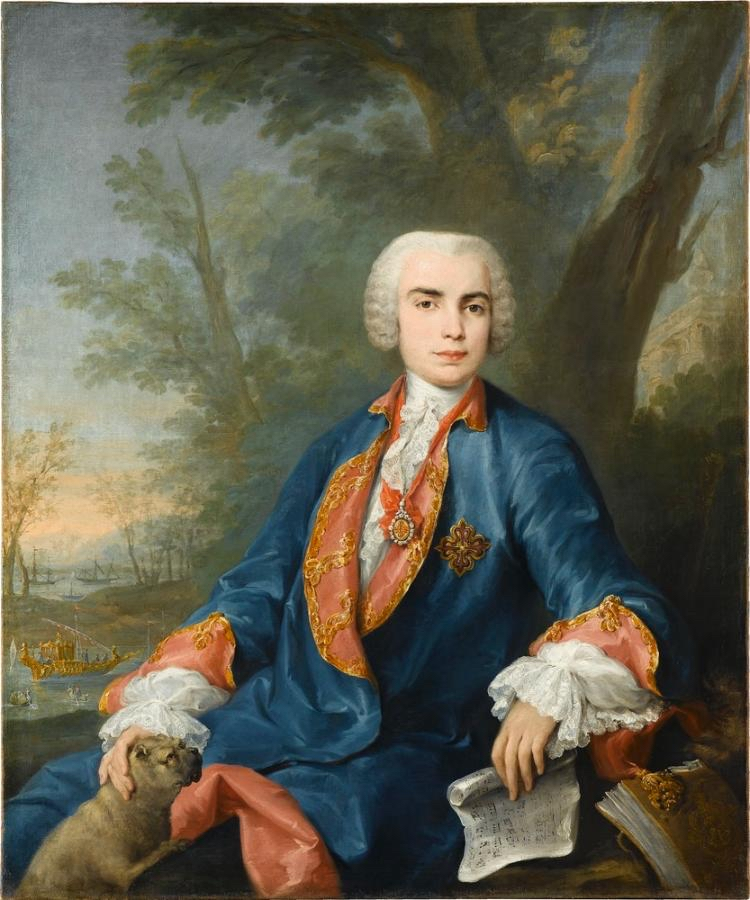
c.1752 portrait par Jacopo Amigoni, Staatsgalerie Stuttgart.

Farinelli est choyé par tous, comblé de cadeaux. Il intervient dans diverses affaires internationales, incitant Philippe, Elisabeth et Ferdinand à intervenir auprès du roi de Naples pour obtenir des titres à son frère et à ses connaissances ; il soutient la politique du marquis de la Ensenada, ministre réformateur, liant à lui son destin politique. En 1752, il tente, en vain, en passant par la reine Elisabeth, de pousser Charles de Bourbon à accepter le traité d'Aranjuez entre l'Espagne, l'Empire et le roi de Sardaigne. Deux ans plus tard, il use de toute son influence sur Ferdinand pour qu'il accepte l'accord avec la France proposé par le marquis d'Ensenada, contre celui, favorable à l'Angleterre, du duc de Huescar, du comte de Valparaiso et de Richard Wall. En 1758, après la mort de Barbara de Bragance, il intrigue avec le duc d'Albe pour pousser Ferdinand à un nouveau mariage. Pendant la longue infirmité de Ferdinand, il est suspecté d'intriguer contre l'accès au trône de Charles de Bourbon. Il se fait un ennemi du principal conseiller du Charles, le ministre Bernardo Tanucci. À l'avènement de Charles III en 1759, le ministre Richard Wall reçoit ordre que Farinelli soit laissé libre d'aller où bon lui semble, en conservant tous ses émoluments et privilèges, tous les présents reçus (dont deux violons, un Amati et un Stradivarius, trois clavecins de prix et toute la musique de la reine), à condition toutefois qu'il ne se présente plus jamais à la cour.

### Retraite et mort
Farinelli retourne en Italie (il y emporte en particulier deux recueils manuscrits des sonates de Domenico Scarlatti qui restent aujourd'hui les principales sources de ces sonates), d'abord à Parme où l'on aurait bien voulu le retenir à la cour. Puis en novembre 1760, il se trouve à Naples, accueilli avec grand enthousiasme par le peuple mais avec une telle froideur par les membres de la Régence qu'il préfère, en juillet 1761, se fixer dans sa somptueuse villa de Bologne (maintenant disparue).
Il y passa la fin de ses jours, riche et chargé de gloire, objet de toute la considération des citoyens, des magistrats, des lettrés, et des musiciens parmi lesquels le père Giovanni Battista Martini qui fut l'un de ses grands amis - recevant de nombreux visiteurs dont le jeune Mozart, Christoph Willibald Gluck, l'électrice de Saxe, l'empereur Joseph II - faisant admirer sa collection de 400 tableaux de grands maîtres constituée au long de sa carrière, et sa riche collection de clavecins dont chacun portait un nom de grand peintre italien : Titien, Le Corrège, Raphaël, etc. Malgré cela, Farinelli souffrit jusqu'à sa mort de solitude et de mélancolie.
Il s'éteignit le 16 septembre 1782. Selon son vœu, il fut enterré au cimetière de la Chartreuse de Bologne, hors des murs de la ville, au pied de la colline della Guardia.
Ses collections furent malheureusement dispersées par ses héritiers. Il reste de lui quelques beaux portraits peints par Amigoni et Giaquinto, des lettres qu'il avait envoyées à ses amis. Mais malgré sa légende, il demeure un personnage relativement mystérieux, dans la mesure où il se confia peu. À ses amis qui le priaient de rédiger ses Mémoires, il avait répondu : « À quoi bon ? Il me suffit qu'on sache que je n'ai porté préjudice à personne. Qu'on y ajoute aussi mon regret de n'avoir pu faire tout le bien que j'aurais souhaité. » Farinelli se signalait également par sa grande culture attestée par le témoignage de visiteurs de marque pratiquant le Grand Tour.

## Appréciations sur la voix de Farinelli
L'art de Farinelli fut jugé par qui l'entendit comme absolument inégalable, et sa réputation n'eut de pair que celle de son illustre gemello (« jumeau ») Métastase, tous deux représentants typiques de ce XVIIIe siècle riche en grandes figures.
Comme chanteur, il avait une voix naturelle de soprano, d'une étendue de trois octaves, d'un timbre très clair, douce et pénétrante, qui au début de sa carrière apparaissait plus propre à susciter l'émerveillement qu'à véritablement faire de la musique. Il aimait, suivant en cela la mode, varier tous les airs, mais il le faisait avec goût et habileté, étant lui-même bon compositeur : il composa un Ossequioso ringraziamento per le cortesissime grazie ricevute dalla britannica nazione (1737), six Arie con stromenti et autres pièces vocales et instrumentales. Il jouait en maître du clavecin et de la viole d'amour, il les pratiqua pendant toute sa vieillesse, continuant à chanter jusqu'à ses derniers jours d'une voix claire et parfaite où ne se percevait aucun signe de l'usure du temps.
Sa technique vocale fut exceptionnelle : trille égal, rond et de force égale quelle qu'en fût la durée ; demi-trilles et grupetti très clairs, gammes ultra rapides, appogiatures élégantes, mais par-dessus tout messa di voce (en) extraordinaire à laquelle il a déjà été fait allusion.
Cultivé et raffiné (il connaissait parfaitement le français, l'anglais, l'allemand et l'espagnol), il avait belle allure et était de grande élégance. Propagateur de la culture italienne, il aida généreusement les artistes italiens à s'affirmer partout où ses fonctions le conduisirent à l'étranger. Affable et modeste malgré la gloire et le talent, il sut conserver l'affection du public et la sympathie des grands. « La combinaison de ses qualités d'homme et d'artiste en fit un phénomène unique et irreproductible » (Enciclopedia dello Spettacolo, Silvio d'Amico, Le Maschere edit.)
Il excella dans le registre léger comme dans le pathétique, compensant ainsi son peu de présence scénique. Charles Burney écrit dans son Voyage musical en Italie : « Il excellait non seulement dans la vélocité, mais il possédait les meilleures qualités d'un grand chanteur. Dans sa voix se trouvaient réunies la force, la douceur et l'étendue, et dans son style la tendresse, la grâce et l'agilité ». Son chant influença la manière de composer de son époque.
Johann Joachim Quantz décrit ainsi la voix de Farinelli : « voix de soprano pénétrante, pleine, riche, rayonnante et bien modulée... Son intonation était pure, son trille magnifique, son contrôle de la respiration extraordinaire et sa gorge très agile, de sorte qu'il a accompli les plus grands intervalles rapidement et avec la plus grande facilité et la plus grande certitude. Passages et toutes sortes de mélismes n'avaient pas de difficulté pour lui. Il était très fertile dans l'invention de l'ornementation libre dans l'adagio ». Malgré cette classification de « soprano », il était aussi adroit à chanter en d’étonnantes  tessitures de contralto extrême. Dans l’aria de tempête, « Navigante che non spera » du Medo de Leonardo Vinci, la colorature se déroule entièrement dans l’octave  fa2-fa3, qui est, d’ordinaire, l’octave la plus grave du contralto, et la voix du grand chanteur descend jusqu’à l’ut2, qui est une note ténébreuse pour les voix de femmes et de castrats.

## Postérité
Créé à Bologne en 1998, le centre d’études Farinelli a pour mission de faire connaître la figure du castrat qui passa la fin de sa vie et mourut dans cette ville.
Parmi les initiatives organisées par le centre, on signale la restauration du tombeau de Farinelli à la chartreuse de Bologne (2000), l’exposition documentaire « Farinelli à Bologne » (2001 et 2005), l’inauguration du parc de la ville dédié à Farinelli, à proximité du lieu dans lequel s’élevait sa villa (2002), l’organisation du colloque international d’études Farinelli et les castrats à l’occasion du 300e anniversaire de sa naissance (2005), la publication officielle Le Fantôme de Farinelli (2005), l’exhumation de Farinelli à la chartreuse de Bologne (2006). Le projet d’exhumation a été soutenu par l'antiquaire florentin Alberto Bruschi. Luigi Verdi, en tant que secrétaire du centre d’études Farinelli, a été le responsable et coordinateur général du projet. L’analyse des dépouilles a été menée sous la responsabilité des scientifiques Maria Giovanni Belcastro, anthropologue à l’université de Bologne, Gino Fornaciari, paléopathologiste à l’université de Pise, et David Howard, ingénieur à l’université d'York. L’exhumation eut lieu le 12 juillet 2006 et a eu un fort retentissement médiatique dans le monde entier.
Le musée international et bibliothèque de la Musique de Bologne lui consacre une salle.

## Dans les arts et la culture populaire

### Filmographie

#### Cinéma
- 1994 : Farinelli, réalisé par Gérard Corbiau

#### Télévision
- 2021 : La Cuisinière de Castamar (série télévisée)

### Théâtre
- 2015 : Farinelli and the King de Claire van Kampen

### Opéra
- En 1843, Farinelli inspire La Part du diable, un opéra-comique en trois actes de Daniel-François-Esprit Auber sur un livret d'Eugène Scribe.

### Dans les écoles
Il est parfois utilisé en guise de chapitre en éducation musicale pour certains élèves de quatrième pour montrer à quel points les castrats peuvent chanter avec la puissance d'un adulte mais avec le timbre d'un enfant.